# Josep Antoni Coderch i de Sentmenat
Josep Antoni Coderch i de Sentmenat (Barcelona, 26 de novembre de 1913 - Espolla, 6 de novembre de 1984) fou un arquitecte català.

## Biografia
Estudià a l'Escola Tècnica Superior d'Arquitectura de Barcelona, on tingué com a professor a Josep Maria Jujol. Passat el parèntesi de la Guerra Civil, on fou oficial dels sublevats franquistes, obtingué el títol d'arquitecte el 1941. És nomenat arquitecte municipal de Sitges, vila on projecta la caserna de la Guàrdia Civil i algunes cases particulars com la casa Terrés-Camaló (1941) amb la que guanya un premi de disseny. El 1942, al cap de dos anys de finalitzar els estudis, establí a Barcelona el seu despatx d'arquitectura juntament amb Manuel Valls i Vergés. Va ser un dels principals responsables que l'arquitectura catalana de postguerra s'obrís als corrents contemporanis internacionals. Començà a treballar a Madrid amb Pedro Muguruza i més tard amb Secundino Zuazo. També té amistat amb l'arquitecte Francisco Cabrero. Els anys posteriors dissenyà nombrosos edificis, alguns dels quals són considerats representatius del conjunt de la seva obra, com ara la Casa Ugalde i l'edifici d'habitatges del carrer Johann Sebastian Bach de Barcelona (edifici Catasús). Rebé diversos premis d'arquitectura i disseny i Josep Lluís Sert el va proposar com a representant d'Espanya al Congrés Internacional d'Arquitectura Moderna (CIAM).
El seu Pavelló d'Espanya per a la IX Triennal de Milà obtingué un gran èxit de crítica. El 1965 Coderch inicià la seva activitat com a professor a l'Escola d'Arquitectura de Barcelona. Fou membre del Team 10 i participà en discussions amb Peter Smithson, Alison Smithson, Aldo Van Eyck i d'altres.
Arquitectes i crítics de renom en el camp de l'arquitectura com Ricard Bofill i Vittorio Gregotti el consideren, per sobre de tots, l'autèntic protagonista del renaixement de l'arquitectura espanyola de la postguerra. Algunes de les seves obres més reconegudes són la casa Ugalde a Caldetes i, a Barcelona, la casa del pintor Antoni Tàpies, els edificis Trade o l'ampliació de l'Escola d'Arquitectura. Va ser guardonat amb nombrosos premis al llarg de la seva carrera professional i el 1977 se li atorgà la medalla del FAD. Va dissenyar algunes peces per als interiors dels seus edificis, entre les quals destaquen un llum de suspensió (1957) o les llars de foc Polo (1954-55) i Capilla (1952), realitzada juntament amb els arquitectes Correa, Milà i Valls.
Fou membre numerari de la Reial Acadèmia Catalana de Belles Arts de Sant Jordi des 1971. És enterrat al cementiri d'Espolla.

## Obres

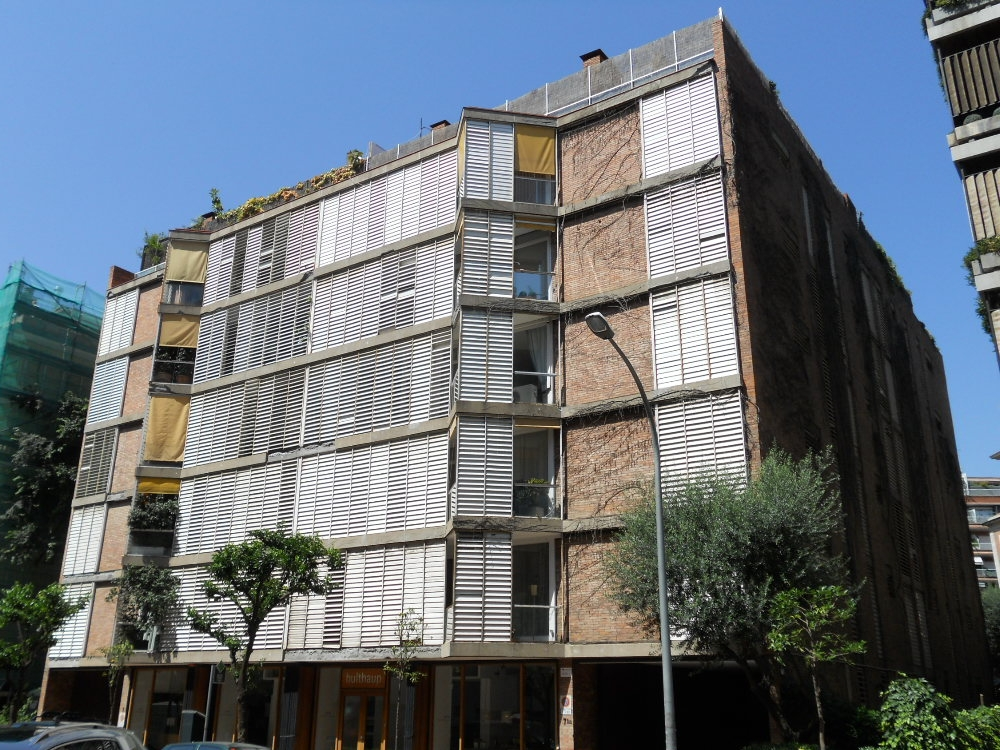
Edifici Catasús (Barcelona)

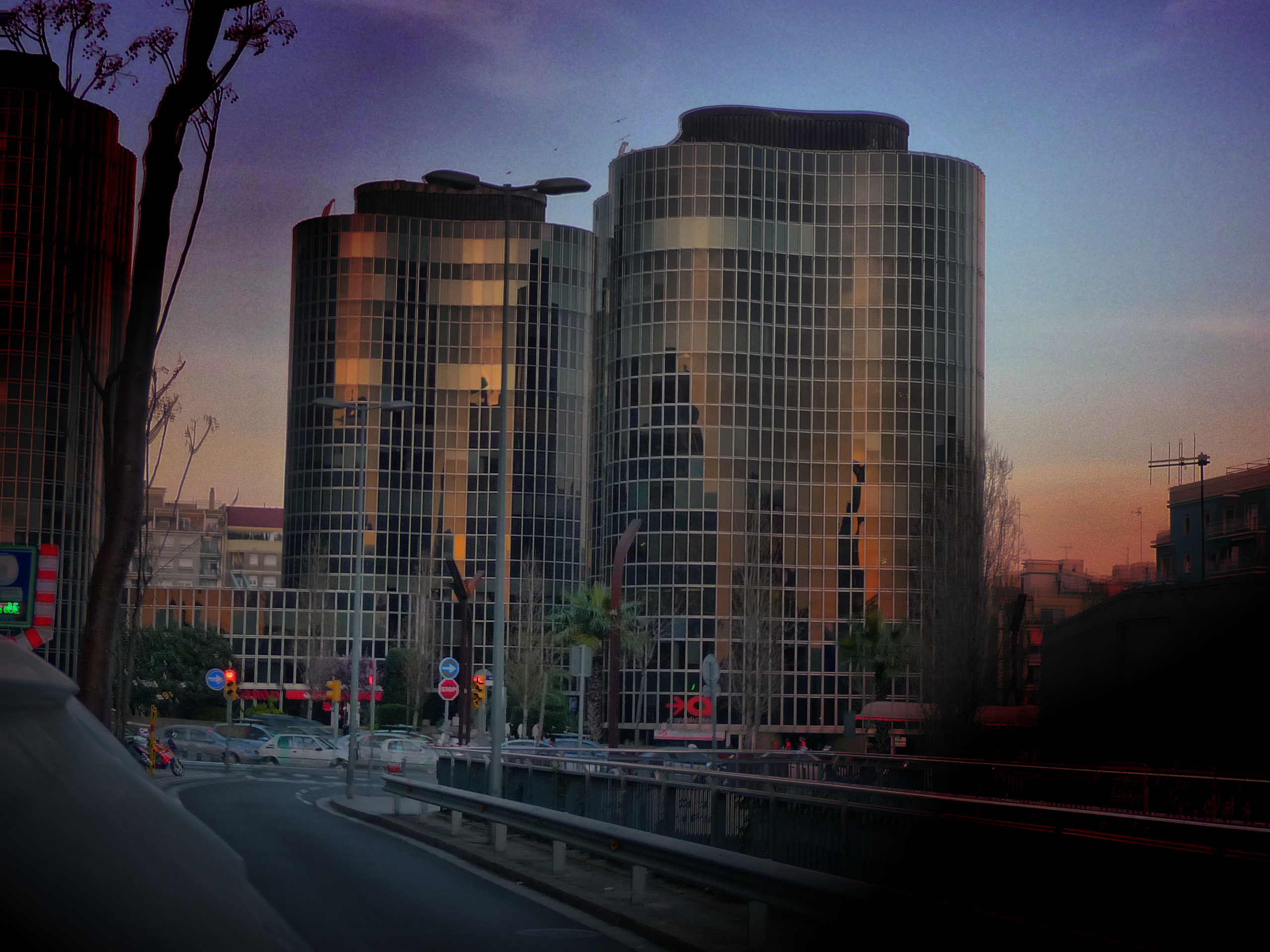
Edificis Trade (1968, Barcelona)

- Casa Garriga Nogués (1947, Sitges)
- Reforma de Ca l'Arnau (1950, Cabrera de Mar)
- Pavelló d'Exposicions, IX Triennal de Milà (1951)
- Casa Ugalde (1951, Caldes d'Estrac)
- Casa de la Marina (1951-1954, Barcelona)
- Casa Senillosa (1956, Cadaqués)
- Banc Transatlàntic (1956, Barcelona): edifici molt modificat posteriorment
- Casa Catasús (1956-1958, Sitges)
- Casa Ballvé (1957, Camprodon)
- Edifici d'habitatges al carrer Johann Sebastian Bach o edifici Catasús (1958-1961, Barcelona)
- Projecte per a l'Urbanització Torre Valentina (1959, Calonge): no es va dur a terme
- Casa-estudi per a Antoni Tàpies (1960-1963, Barcelona)
- Casa Uriach (1961, l'Ametlla del Vallès)
- Ampliació de l'Edifici Luminor (1961, Barcelona)
- Casa Rozes (1961-1962, Roses)
- Hotel de Mar (1962, Calvià)
- Reforma de la Casa Coderch (1964, Espolla)
- Casa Gili (1965) (Sitges, Catalunya)
- Edificis Trade (1965-1969, Barcelona),[8] projecte conjunt amb Manuel Valls i Vergés
- Edifici Girasol (1966, Madrid)
- Casa Entrecanales (1966, La Moraleja, Madrid)
- Conjunt d'habitatges del Banco Urquijo (1967, Barcelona)
- Edificis d'habitatges de les Cotxeres de Sarrià (1968, Barcelona)
- Casa Güell (1971, Barcelona)
- Edifici de l'Institut Francès (1972, Barcelona)
- Edifici IBM, actualment Departament d'Ensenyament (1972-1975, Barcelona): només el projecte, executat per Robert Brufau.
- Centre Tècnic de Seat (1973, Martorell)
- Torres de La Caixa (1974, Barcelona), amb Francesc Mitjans.
- Ampliació de l'Escola Tècnica Superior d'Arquitectura (Barcelona), 1978